# Dörpfelderhöhe
Dörpfelderhöhe, ein Teil wird bis in das 19. Jahrhundert noch Linde genannt, ist eine Ortschaft in Hückeswagen im Oberbergischen Kreis im Regierungsbezirk Köln in Nordrhein-Westfalen (Deutschland).

## Lage und Beschreibung
Dörpfelderhöhe liegt im westlichen Hückeswagen nahe Straßweg. Es besteht aus zwei Wohnplätzen, die Straßensiedlung Dörpfelder Höhe an der Landesstraße 68 und einer Hofschaft südwestlich davon, die bis in das 19. Jahrhundert noch Linde genannt wurde. Beide Ortsbereiche sind noch heute getrennt, werden aber zur Vermeidung einer Verwechselung mit dem anderen Hückeswagener Ortsteil Linde seit Beginn des 20. Jahrhunderts beide als Dörpfelder Höhe bezeichnet.
Nachbarorte sind Scheideweg, Strucksfeld, Kurzfeld, Dörpfeld, Hülsenbusch und Bochen. Die Hofschaft Dörpfelderhöhe/Linde ist von einer Stichstraße der Landesstraße 68 erreichbar, die zwischen Scheideweg und Straßweg abzweigt.
Zwischen Dörpfeld und Dörpfelderhöhe entspringt der Dörpfelder Bach, ein Zufluss des Bachs Kleinen Dhünn, der in die Große Dhünntalsperre mündet.

## Geschichte
Während Dörpfelder Höhe erst Ende des 19. Jahrhunderts als Straßensiedlung entstand, ist der Hof Linde deutlich älter. Ein Hückeswagener Ort Linde wurde 1487 erstmals urkundlich erwähnt. In der Darlehnsliste für Herzog Wilhelm von Jülich-Berg ist ein Wolekwy zo der Lynde aufgeführt. Es ist aber unklar, ob dieses Linde gemeint ist, oder das Linde aus der Herdingsfelder Honschaft. Die Karte Topographia Ducatus Montani aus dem Jahre 1715 verzeichnet an der Stelle von Dörpfelderhöhe/Linde einen Hof mit der Ortsbezeichnung Linde.
Die Topographische Aufnahme der Rheinlande von 1825 zeigt auf umgrenztem Hofraum sechs getrennt voneinander liegende Grundrisse. Die Ortsbezeichnung lautet auch hier Linde. Mit der topografischen Karte von 1893 bis 1895 wird ein nördlich von Linde gelegener Siedlungsbereich entlang der heutigen Landesstraße aufgeführt, dieser Ort wird mit Dörpfelderhöhe bezeichnet. Ab der topografischen Karte von 1927 ist die Ortsbezeichnung Linde verschwunden und beide Siedlungsbereiche werden einheitlich mit Dörpfelderhöhe benannt.
Im 18. Jahrhundert gehörte der Ort zum  bergischen Amt Bornefeld-Hückeswagen. 1815/16 lebten 14 Einwohner im Ort. 1832 gehörte Dörpfelderhöhe unter dem Namen Linde der Großen Honschaft an, die ein Teil der Hückeswagener Außenbürgerschaft innerhalb der Bürgermeisterei Hückeswagen war. Der laut der Statistik und Topographie des Regierungsbezirks Düsseldorf als Weiler kategorisierte Ort besaß zu dieser Zeit drei Wohnhäuser und sechs landwirtschaftliche Gebäude. Zu dieser Zeit lebten 17 Einwohner im Ort, allesamt evangelischen Glaubens.
Im Gemeindelexikon für die Provinz Rheinland werden 1885 für Linde vier Wohnhäuser mit 31 Einwohnern und für Dörpefelder Höhe zwei Wohnhäuser mit zehn Einwohnern angegeben. Die Orte gehörten zu dieser Zeit zur Landgemeinde Neuhückeswagen innerhalb des Kreises Lennep. 1895 besitzt Linde drei Wohnhäuser mit 21 Einwohnern und Dörpfelder Höhe zwei Wohnhäuser mit acht Einwohnern, 1905 nur unter dem Namen Dörpfelder Höhe vier Wohnhäuser und 18 Einwohner (Linde wird nicht mehr aufgeführt).

## Wander- und Radwege
Folgende Wanderwege führen durch den Ort:
- Der Ortswanderweg = von Großkatern nach Kräwinklerbrücke